# Drôle
Drôle est une série télévisée française créée par Fanny Herrero, diffusée depuis le 18 mars 2022 sur Netflix et produite par Les Films du Kiosque.
Le 12 mai 2022, la production annonce  ne pas poursuivre la série. 

## Synopsis
De jeunes comédiens essayent de se faire une place dans le milieu du stand-up parisien. Après s'être consacrée à sa vie de famille, Aïssatou revient sur la scène du Drôle Comedy Club pour tester ses derniers sketchs devant le public. Elle est épaulée par Nezir, qui peine à joindre les deux bouts. Ex-star du stand-up, Bling, quant à lui, traverse une mauvaise passe. Confrontés à une concurrence redoutable, doivent-ils jeter l'éponge ou persévérer ?

## Distribution

### Personnages principaux
- Mariama Gueye : Aïssatou
- Younès Boucif : Nezir
- Elsa Guedj : Apolline
- Jean Siuen : Étienne, alias Bling

### Personnages secondaires
- Marc Riso : Laurent Califano, le producteur
- Pascale Arbillot : Petra, la mère d'Apolline
- Hervé Pierre : le père d'Apolline
- Stéphane Debac : Philippe Tiflot
- Olivier Kissita : Vladimir (« Vlad »), le compagnon d'Aïssatou
- Mouss Zouheyri : Ibrahim, le père de Nezir
- Maï Anh Lê : Corinne, la sœur de Bling
- Arthur Périer : Maxime, auteur de Philippe Tiflot
- Anne Rodier : Prune

## Fiche technique
- Créatrice et showrunneuse[2] : Fanny Herrero
- Scénario : Fanny Herrero, Hervé Lassïnce, Eliane Montane, Judith Havas, Lison Daniel
- Écriture des stand-up : Jason Brokerss, Fanny Ruwet,  Shirley Souagnon et Thomas Wiesel
- Réalisation : Farid Bentoumi, Bryan Marciano
- Musique : Luc Leroy, Yann Macé
- Image : Guillaume Schiffman
- Montage : Julie Dupré
- Décors : Emmanuelle Duplay
- Costumes : Emmanuelle Youchnovski
- Production : François Kraus et Denis Pineau-Valencienne
  - Production exécutive : Sylvain Monod

## Épisodes
| N° | Titre                                  | Réalisation    | Scénario                              | Date de diffusion |
| -- | -------------------------------------- | -------------- | ------------------------------------- | ----------------- |
| 1  | Faut faire rire la France, mon frère ! | Farid Bentoumi | Fanny Herrero et Hervé Lassïnce       | 18 mars 2022      |
| 2  | Toucher le succès du doigt             | Bryan Marciano | Eliane Montane, Fanny Herrero         | 18 mars 2022      |
| 3  | Le noir, ça va avec tout               | Farid Bentoumi | Judith Havas et Fanny Herrero         | 18 mars 2022      |
| 4  | Vas-y, Pistache                        | Bryan Marciano | Camille de Castelnau et Fanny Herrero | 18 mars 2022      |
| 5  | Un tramway nommé Nezir                 | Farid Bentoumi | Judith Havas et Fanny Herrero         | 18 mars 2022      |
| 6  | Bonsoir, l'Olympia                     | Bryan Marciano | Eliane Montane, Fanny Herrero         | 18 mars 2022      |

## Accueil

### Accueil critique
Pour GQ, « avec Drôle, Netflix réussit enfin sa première série comique française », « Drôle passionne par sa façon dont elle confronte ses personnages avec des environnements qui leur sont souvent inconnus […]. L'écriture de la série sait également se montrer impertinente et se permet de rire de tout ».
Elle « est sous le charme de […] quatre humoristes aussi drôles qu’attachants ». Le Parisien salue lui aussi la découverte des acteurs principaux.
Télérama loue une série qui « mêle humour, diversité, féminisme et jeunes talents » et dont la première saison est une réussite.